# Elsbeth Gruteke
Elsbeth Gruteke-Vissia (Wageningen, 23 januari 1965) is een Nederlands radiopresentator, historicus,  theoloog en predikant. Als presentator werkt zij voor de Evangelische Omroep (EO). Zij presenteerde tussen 1999 en 2015 journalistieke programma's van de EO op NPO Radio 1, achtereenvolgens De Ochtenden en Dit is de Dag.  Vanwege de zenderindeling die op 1 januari 2014 inging moest zij bij dit programma vertrekken, zeer tegen haar zin. Sinds 2014 presenteert ze het interviewprogramma Onderweg op NPO Radio 5. Daarnaast presenteert zij Musica religiosa op NPO Radio 4 op zaterdagochtend. 
Gruteke groeide op in een niet-religieus gezin. Zij bracht een deel van haar jeugd door in Mozambique waar haar ouders ontwikkelingswerk deden. Ze studeerde geschiedenis aan de Universiteit van Amsterdam. Naast haar werkzaamheden bij de EO begon zij aan een studie theologie aan de Protestantse Theologische Universiteit in Amsterdam. Deze opleiding - waarmee ze ook beroepbaar is als predikant in de Protestantse Kerk in Nederland (PKN) - rondde zij af in 2015. In datzelfde jaar werd Gruteke door de synode van de PKN en de Jeruzalemkerk in Amsterdam-West beroepen als predikant van die kerk voor een periode van 2,5 jaar. Dit beroep aanvaardde zij en ze werd in een dienst op 4 oktober 2015 tot predikant bevestigd en verbonden aan de Jeruzalemkerk.
In maart 2018 aanvaardde Elsbeth Gruteke een beroep van de Protestantse Gemeente Zeewolde, op 6 mei 2018 deed zij daar intrede als gemeentepredikant voor 70% van de tijd. In mei 2022 nam zij afscheid van de PG-Zeewolde, in juni 2022 deed zij intrede als predikant in de Kruiskerk in Huizen.
In 2014 presenteerde Elsbeth Gruteke de Nacht van de Theologie in de Rode Hoed in Amsterdam. Sinds 2017 is Elsbeth deel van het bestuur van de Charismatische Werkgemeenschap Nederland, vanaf mei 2022 als voorzitter.